# Batkagarh
Batkagarh fou un estat tributari protegit de l'Índia, del tipus zamindari, al districte de Chhindwara a les Províncies Centrals. La superfície era de 417 km² i la població de 10.460 habitants (1881). La capital era Khapa amb una població el 1881 de 816 habitants.
El jagirdar, d'ètnia gond, pagava un tribut anual o takoli de tres lliures.